# Abrazar la vida
| Críticas profissionais | Críticas profissionais |
| Avaliações da crítica  | Avaliações da crítica  |
| Fonte                  | Avaliação              |
| ---------------------- | ---------------------- |
| Allmusic               | 4.5 de 5 estrelas.     |

Abrazar la Vida é o quarto álbum de estúdio em língua espanhola do cantor porto-riquenho Luis Fonsi, lançado em 28 de Outubro de 2003 pela gravadora Universal Music Latino.

## Faixas
| N.º            | Título                    | Compositor(es)                               | Duração |  |
| 1.             | "¿Quién te Dijo Eso?"     | Luis Fonsi Claudia Brant                     | 4:33    |  |
| 2.             | "Abrazar la Vida"         | Jodi Marr Juan Carlos Pérez-Soto Denise Rich | 3:34    |  |
| 3.             | "Yo te Propongo"          | Kike Santander                               | 4:47    |  |
| 4.             | "Extraño Sentimiento"     | Tulio Cremisini                              | 3:55    |  |
| 5.             | "Por Tí Podría Morir"     | Rudy Pérez                                   | 4:00    |  |
| 6.             | "Yo"                      | Fonsi Brant Jeeve                            | 3:41    |  |
| 7.             | "Viviendo el Ayer"        | Pérez                                        | 4:12    |  |
| 8.             | "Te Echo de Menos"        |                                              | 4:26    |  |
| 9.             | "Eso que Llaman Amor"     | Fonsi Brant                                  | 4:07    |  |
| 10.            | "La Fuerza de mi Corazón" | Jordi Cubino                                 | 4:12    |  |
| 11.            | "Eligeme"                 | Fonsi Brant Mark Portmann                    | 4:50    |  |
| 12.            | "Se Supone"               | Fonsi Brant                                  | 3:47    |  |
| Duração total: | Duração total:            | Duração total:                               | 50:04   |  |

## Singles
| #  | Título                | EUA |
| -- | --------------------- | --- |
| 1. | "¿Quién te Dijo Eso?" | #3  |
| 2. | "Abrazar la Vida"     | #1  |
| 3. | "Por Tí Podría Morir" | #29 |

## Charts
| Chart (2003)               | Posição |
| -------------------------- | ------- |
| Billboard 200              | 138     |
| Billboard Latin Pop Albums | 3       |
| Billboard Top Latin Albums | 3       |

## Vendas e certificações
| Região                                         | Certificação | Vendas   |
| ---------------------------------------------- | ------------ | -------- |
| Estados Unidos (RIAA)                          | Platina      | 100,000^ |
| ^distribuições baseadas apenas na certificação |              |          |